# 환삼덩굴속
환삼덩굴속(Humulus)은 장미목 삼과의 식물이다. 다음 세 종으로 이루어져 있다.
- 환삼덩굴(Humulus japonicus). 동아시아
- 홉(Humulus lupulus). 유럽, 아시아, 북아메리카
  - Humulus lupulus var. lupulus. 유럽, 서아시아.
  - Humulus lupulus var. cordifolius. 동아시아
  - Humulus lupulus var. lupuloides. 북아메리카 동부
  - Humulus lupulus var. neomexicanus. 북아메리카 서부
  - Humulus lupulus var. pubescens. 북아메리카 중서부
- Humulus yunnanensis. 중국 윈난성의 고유종.